# Angraecum sororium
Angraecum sororium Schltr., 1925 è una pianta della famiglia delle Orchidacee, endemica del Madagascar.

## Descrizione
È una orchidea litofita con fusti alti sino a 1 m e foglie carnose ligulate, lunghe 18–30 cm e larghe 3-4,5 cm.
Produce infiorescenze con 4-5 fiori di colore bianco, con sepali e petali lunghi 5–6 cm e un labello cuoriforme più o meno della stessa lunghezza, dalla cui base si origina uno sperone nettarifero cilindrico, lungo sino a 32 cm.

## Biologia
Come gran parte delle Angraecinae, anche questa specie si riproduce grazie alla impollinazione entomofila da parte di farfalle notturne della famiglia Sphingidae, la cui spirotromba ha lunghezza e conformazione comparabile a quella dello sperone del fiore; osservazioni condotte nel suo habitat hanno consentito di stabilire che l'insetto pronubo di  A. sororium è Coelonia solani.

## Distribuzione e habitat
La specie è endemica del Madagascar ed è presente prevalentemente sul versante orientale dell'isola.
Cresce come litofita formando densi cespugli sugli affioramenti rocciosi, ad altitudini comprese tra i 1.600 e i 2.200 m.